# Франк Нокс
Уилям Франклин „Франк“ Нокс (на английски: William Franklin „Frank“ Knox) е американски политик, 46-и секретар на Министерството на военноморския флот, в годините на Втората световна война, кандидат за Вицепрезидент на САЩ, издигнат от Републиканската партия на САЩ, за президентските избори през 1936 година.

## Биография
Уилям Франклин Нокс е роден в Бостън, щат Масачузетс. Семейството му се песелва в Гранд Рапидс, Мичиган, където баща му управлява верига от магазини за хранителни стоки, когато Франклин е на 9 години. Завършва „Алма колидж“ в Мичиган.
Служи в Армията на САЩ в Куба, по време на Испано-американската война. След края на този военен конфликт, Франклин започва работа като репортер в местен вестник в Гранд Рапидс, което е начало на развиването на собствен бизнес във вестникарската сфера, като с годините става собственик на няколко вестника.
Сменя името си на Франк около 1900 година. През 1912 г., като главен редактор на вестник „Лидер“, подкрепя Теодор Рузвелт, при отцепването му от Републиканската партия и основаването на новата „Прогресивна партия“.
По време на Първата световна война, Нокс е застъпник за включването на Съединените щати във войната. Служи като артилерийски офицер с чин на майор във Франция, след като САЩ се включва във войната.
През 1930 година, Франк Нокс става издател и собственик на част от вестник „Чикаго Дейли Нюз“ (на английски: Chicago Daily News).
Като активен републиканец, той е номиниран за кандидат-вицепрезидент, на изборите през 1936 година, в тандем с Алф Ландън, но тандема губи изборите, печелейки само в щатите Мейн и Върмонт.
Като активен интернационалист, и поддръжник на Великобритания в началните години на Втората световна война, е назначен на поста Секретар на ВМС на САЩ през юли 1940 г., в кабинета на Президента Франклин Делано Рузвелт.
Като секретар, Франк Нокс следва директивата на Рузвелт за разширяване на американските ВМС, и превръщането им в сила, която да може да води военни действия в Атлантическия и Тихия океан. Chief of Naval Operations Ernest J. King had full control of naval operations during the war, and often kept Knox in the dark about plans. По време на неговото управление, началник на департамента „Военноморски Операции“ е Ърнест Кинг, който има пълен контрол върху планирането и провеждането на военноморските операции по време на войната, като често самият Нокс е оставян в неведение за плановете. Нокс е можел да налага вето върху обществените поръчки за военни доставки, но като цяло по-голяма част от дейността на министерството е вършена от помощник секретаря Джеймс Форестал, който е много по-близък на Рузвелт, отколкото Нокс. Така като цяло Нокс имал толкова много свободно време, че можел да управлява своя вестникарски бизнес.
Умира на 28 април 1944 година, след поредица от сърдечни атаки, докато е в офиса си във Вашингтон. Погребан е в гробището Арлингтън, с военни почести.